# Arroyo Guacamaya Uno
Arroyo Guacamaya Uno är en ort i Mexiko.   Den ligger i kommunen Xochistlahuaca och delstaten Guerrero, i den sydöstra delen av landet, 300 km söder om huvudstaden Mexico City. Arroyo Guacamaya Uno ligger 465 meter över havet och antalet invånare är 121.
Terrängen runt Arroyo Guacamaya Uno är kuperad åt sydväst, men åt nordost är den bergig. Runt Arroyo Guacamaya Uno är det ganska glesbefolkat, med 50 invånare per kvadratkilometer. Närmaste större samhälle är Xochistlahuaca, 3,9 km sydväst om Arroyo Guacamaya Uno. Omgivningarna runt Arroyo Guacamaya Uno är en mosaik av jordbruksmark och naturlig växtlighet.